# Norbert Michta

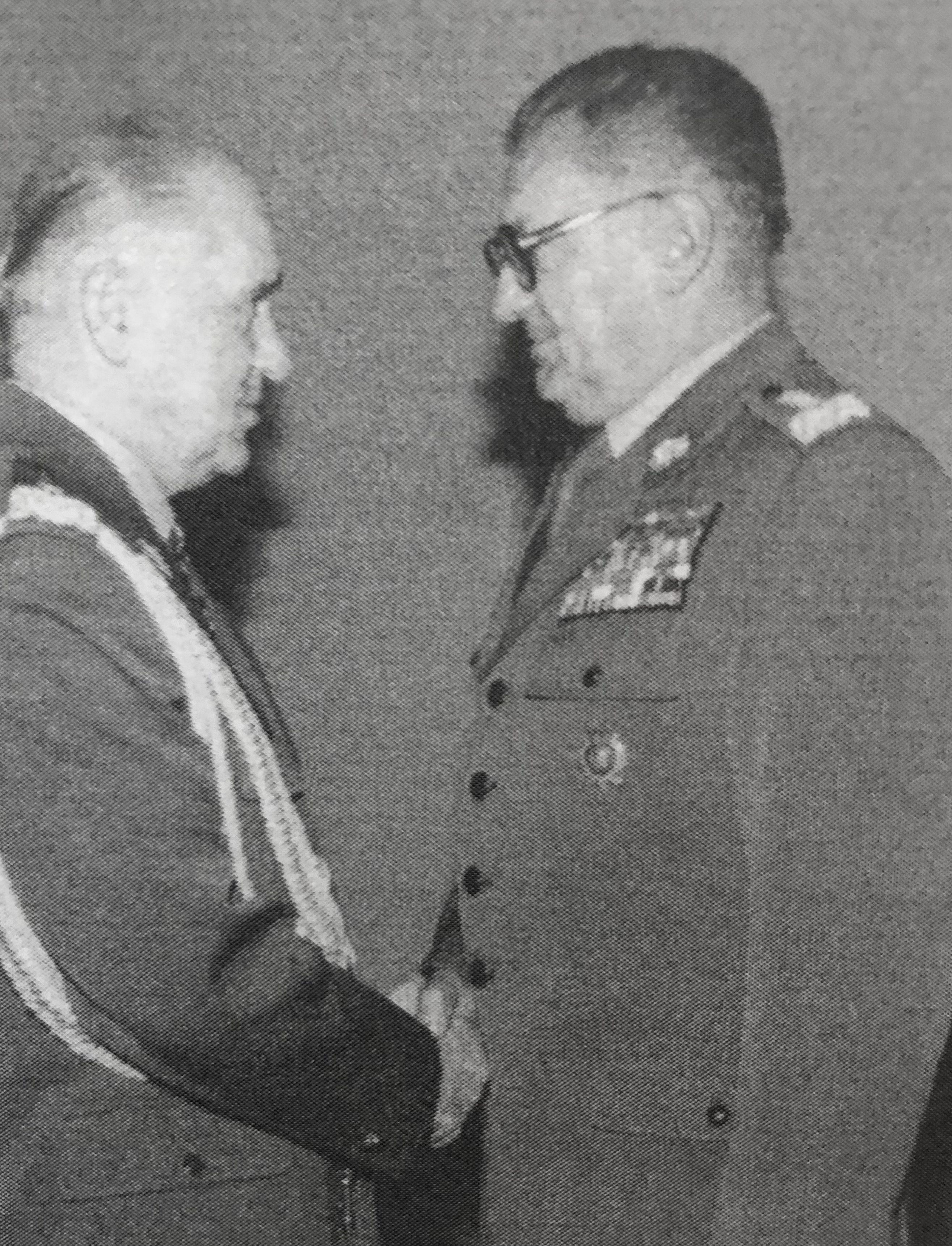
Minister obrony narodowej gen. armii Florian Siwicki (z prawej) przyjmuje gen. bryg. doc. dr. Norberta Michtę w związku z jego przejściem w stan spoczynku, Warszawa 1985

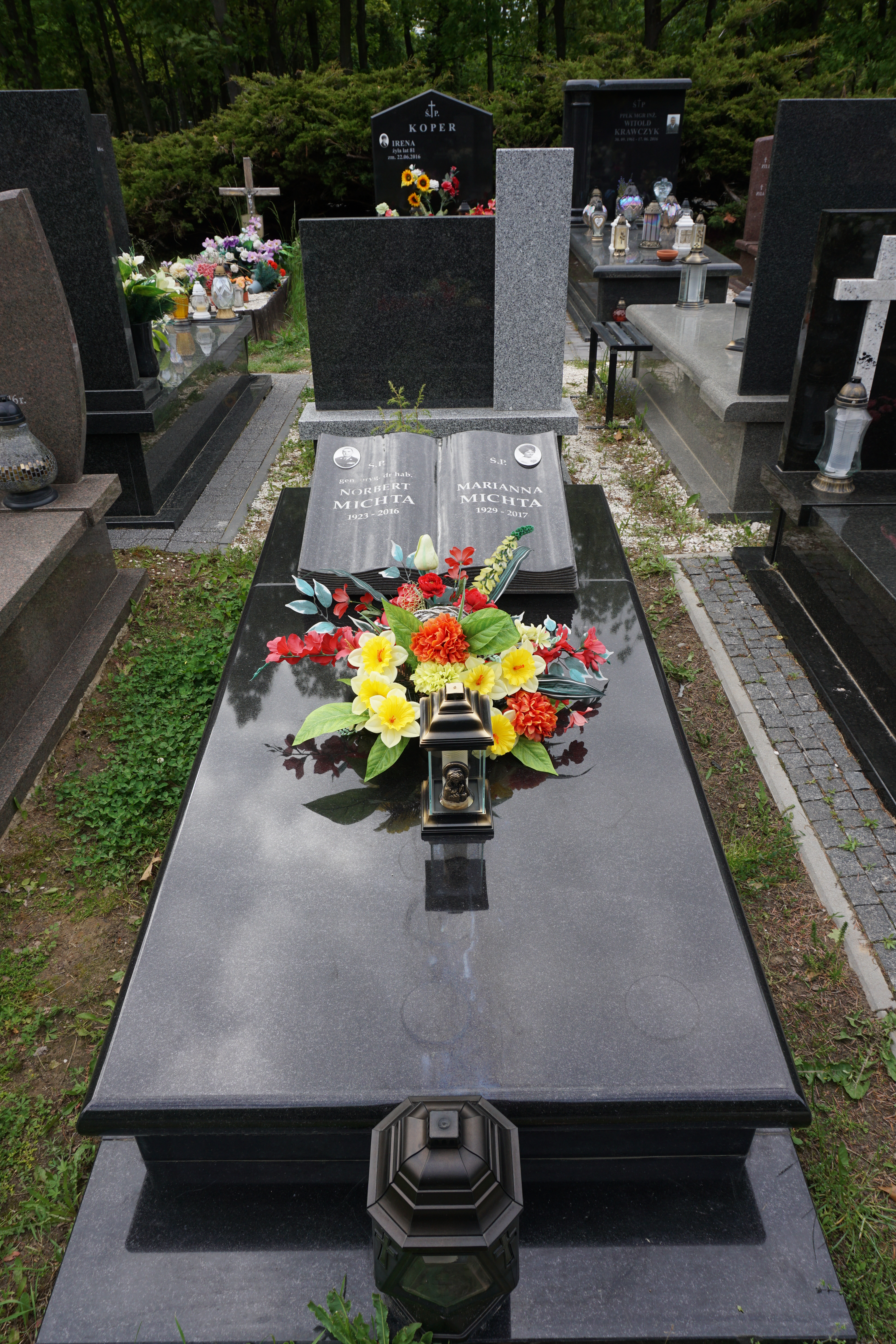
Grób Norberta Michty na cmentarzu Komunalnym Północnym

Norbert Michta (ur. 28 lutego 1923 w Janowicach, zm. 22 września 2016 w Warszawie) – generał brygady Wojska Polskiego, zastępca szefa Głównego Zarządu Politycznego WP, doktor habilitowany nauk humanistycznych (1979), historyk wojskowości oraz polskiego ruchu robotniczego.

## Życiorys
Pochodził z Kielecczyzny. Syn Wojciecha (1895–1937), z zawodu muzykanta – klarnecisty i szewca, podczas I wojny światowej członka Polskiej Organizacji Wojskowej, uczestnika obrony Lwowa, żołnierza 25 pułku piechoty w 1920 roku, a w latach 1923–1937 członka radykalnego ruchu ludowego, odznaczonego Krzyżem Niepodległości oraz Stefanii z domu Biały (1902–1965), działaczki społecznej.
W latach okupacji pracował jako robotnik w Spółdzielni Spożywców „Dobrobyt” w Janowicach, co zbliżyło go do ugrupowań lewicowej konspiracji. Wkrótce został zastępcą komendanta Polskiej Organizacji Patriotycznej „Młody Orzeł”, następnie instruktorem oddziału wypadowego Ludowej Straży Bezpieczeństwa „Burza” Batalionów Chłopskich, a w latach 1944–1945 zastępcą komendanta Dzielnicy Armii Ludowej „Jadwiga” oraz oficerem propagandy Okręgu AL „Wiślica”. Współdziałał bezpośrednio z radzieckim zgrupowaniem partyzanckim „Awangarda”.
W 1945, po ukończeniu Centralnej Szkoły Partyjnej PPR w Łodzi, został sekretarzem Komitetu Powiatowego PPR w Miechowie, a następnie starszym instruktorem Wydziału Organizacyjnego Komitetu Wojewódzkiego PZPR w Krakowie. W 1947 mianowany na stopień podporucznika za udział w walkach partyzanckich. Po krótkim okresie sprawowania funkcji II sekretarza KW PZPR w Gdańsku został w 1950 powołany do służby wojskowej w stopniu podpułkownika i wyznaczony na stanowisko zastępcy komendanta Powszechnej Organizacji „Służba Polsce”, a następnie zastępcy szefa Zarządu Politycznego Pomorskiego Okręgu Wojskowego. W sierpniu 1950 wszedł również w skład Rady Naczelnej i Zarządu Głównego Związku Młodzieży Polskiej.
Przez kilka lat, począwszy od 1953, pełnił służbę w uczelniach wojskowych, m.in. w Wojskowej Akademii Politycznej im. Feliksa Dzierżyńskiego. Jednocześnie prowadził seminaria i wykłady z historii ruchu robotniczego i historii religii. W 1956 awansowany do stopnia pułkownika.
W 1957 usunięty z zawodowej służby wojskowej za popieranie nacjonalistycznej grupy natolińskiej w partii, wybrany II sekretarzem Komitetu Dzielnicowego PZPR „Starówka” w Warszawie. Jednocześnie w latach 1957–1960 ukończył studia na Wydziale Historyczno-Socjologicznym Wyższej Szkoły Nauk Społecznych przy KC PZPR i uzyskał tytuł magistra.
W 1960 powrócił do wojska i po ukończeniu Wyższego Kursu Doskonalenia Oficerów w Akademii Sztabu Generalnego WP objął funkcję zastępcy komendanta Wojskowej Akademii Technicznej ds. politycznych. Wchodził również w skład Komisji Rewizyjnej Polskiego Towarzystwa Religioznawczego.
W latach 1966–1967 pełnił obowiązki starszego doradcy wojskowego w Międzynarodowej Komisji Kontroli i Nadzoru w Laosie. W grudniu 1968 uzyskał stopień doktora nauk humanistycznych na Uniwersytecie Wrocławskim. W latach 1970–1972 był docentem i zastępcą komendanta Wojskowego Instytutu Historycznego ds. naukowych. W latach 1972–1976 był zastępcą szefa Głównego Zarządu Politycznego WP ds. szkolnictwa wojskowego. W październiku 1972 uzyskał awans na stopień generała brygady. Akt nominacyjny wręczył mu w Belwederze przewodniczący Rady Państwa PRL prof. Henryk Jabłoński.
W okresie od 1976 do 1981 reprezentował Ministerstwo Obrony Narodowej w Polskiej Akademii Nauk jako szef Delegatury MON przy Prezydium PAN. Był m.in. członkiem Komitetu Nauk Historycznych PAN, członkiem Zespołu Partyjnego Komitetu Nauk Historycznych PAN, członkiem Komitetu Nauk Polarnych PAN oraz członkiem kolegium redakcyjnego wielotomowej Historii Polskiego Ruchu Robotniczego. Był także wiceprzewodniczącym Zespołu Koordynacyjnego Wyższego Szkolnictwa Wojskowego, członkiem Rady Naczelnej Towarzystwa „Polonia” oraz wiceprzewodniczącym Komisji Nauki w tej Radzie. Był również przewodniczącym Centralnego Związku Lektorów Zarządu Głównego Towarzystwa Przyjaźni Polsko-Radzieckiej.
W 1979 uzyskał stopień doktora habilitowanego nauk humanistycznych na Uniwersytecie Śląskim. W okresie tzw. pierwszej „Solidarności” (1980–1981) oraz stanu wojennego (1981–1983) był jednym z czołowych publicystów atakujących NSZZ „Solidarność”. Jego artykuły publikowane były w dzienniku KC PZPR „Trybuna Ludu”, dzienniku Wojska Polskiego „Żołnierz Wolności” oraz w tygodniku „Rzeczywistość”. W tym okresie należał również do Klubu Partyjnej Inteligencji Twórczej „Warszawa 80”.
Był długoletnim członkiem Komitetu Redakcyjnego kwartalnika KC PZPR „Z Pola Walki”, w którym publikowano artykuły na temat historii polskiego i międzynarodowego ruchu robotniczego i komunistycznego.
W latach 1981–1984 był rektorem Wyższej Szkoły Nauk Społecznych przy KC PZPR, która kształciła wyższe kadry partyjne. Z tej funkcji został odwołany po wyjeździe jego brata Gabriela, działacza NSZZ Solidarność, internowanego w stanie wojennym, na pobyt stały do USA.
Działacz PPR i PZPR. Delegat na VII Zjazd PZPR (grudzień 1975). W latach 1981–1983 był członkiem Komisji KC PZPR powołanej dla wyjaśnienia przyczyn i przebiegu konfliktów społecznych w dziejach Polski Ludowej. W październiku 1981 powołany przez Plenum Komitetu Centralnego PZPR w skład Zespołu dla przygotowania naukowej syntezy dziejów polskiego ruchu robotniczego. W latach 1974–1985 był członkiem Prezydium Zarządu Głównego ZBoWiD. W latach 1974–1983 członek Prezydium Zarządu Głównego, a od 1983 członek Krajowej Rady Towarzystwa Przyjaźni Polsko-Radzieckiej. W latach 80. był także członkiem Rady Naukowej Instytutu Podstawowych Problemów Marksizmu-Leninizmu oraz członkiem Komisji Ideologicznej Komitetu Centralnego PZPR. 
W 1985 zakończył zawodową służbę wojskową i został oficjalnie pożegnany przez ministra obrony narodowej gen. armii Floriana Siwickiego oraz szefa GZP WP, wiceministra obrony narodowej gen. broni dr Józefa Baryłę.
W latach 1985–1987 był konsulem Generalnym PRL w Rostocku (NRD).
W maju 1999 wszedł w skład Rady Naukowej Instytutu Naukowego Związku Żołnierzy Ludowego Wojska Polskiego im. generała Edwina Rozłubirskiego. 
Został pochowany na warszawskim Cmentarzu Północnym.
W jego dorobku publikacyjnym znajdują się prace monograficzne, studia i rozprawy, artykuły naukowe i popularnonaukowe, recenzje i dokumentalna literatura historyczna.

## Życie prywatne
Mieszkał w Warszawie. Od 1946 żonaty z Marianną z domu Marzec (1929–2017). Małżeństwo miało dwóch synów.

## Odznaczenia i wyróżnienia[11]
- Order Sztandaru Pracy I klasy (1984)[12]
- Krzyż Komandorski Orderu Odrodzenia Polski (1972)
- Krzyż Oficerski Orderu Odrodzenia Polski
- Krzyż Srebrny Orderu Virtuti Militari (12 czerwca 1946)[13]
- Krzyż Walecznych
- Krzyż Partyzancki
- Medal 30-lecia Polski Ludowej
- Medal 40-lecia Polski Ludowej
- Medal Zwycięstwa i Wolności 1945
- Złoty Medal „Siły Zbrojne w Służbie Ojczyzny”
- Medal 10-lecia Polski Ludowej
- Złoty Medal „Za zasługi dla obronności kraju”
- Srebrny Medal „Za Zasługi dla Obronności Kraju”
- Brązowy Medal „Za Zasługi dla Obronności Kraju”
- Odznaka „Za Zasługi dla ZBoWiD”
- Odznaka „Zasłużony Działacz SZMW”
- Medal za długoletnią ofiarną służbę (1985)
- Medal Pamiątkowy „100 lat Polskiego Ruchu Robotniczego”
- Złota Odznaka honorowa „Za Zasługi dla Warszawy” (1967)[14]
- Order Czerwonego Sztandaru (ZSRR, 1973)
- Medal jubileuszowy „Trzydziestolecia zwycięstwa w Wielkiej Wojnie Ojczyźnianej 1941–1945” (ZSRR, 1975)
- Medal jubileuszowy „Czterdziestolecia zwycięstwa w Wielkiej Wojnie Ojczyźnianej 1941–1945” (ZSRR, 1985)

## Nagrody
- II Nagroda w Ogólnopolskim Konkursie na Wspomnienia Działaczy Ruchu Robotniczego „40 lat PZPR” (1989)[15]
- Nagroda Ministra Nauki, Szkolnictwa Wyższego i Techniki
- Nagroda Trybuny Ludu za upowszechnianie ideologii partii i za wkład w rozwój badań społecznych (1982)[16]
- Nagroda Trybuny Robotniczej

## Publikacje książkowe
- Julian Marchlewski. Żywy symbol przyjaźni polsko-radzieckiej, Warszawa: Towarzystwo Przyjaźni Polsko-Radzieckiej 1970.
- Wspomnienia znad Nidzicy, Warszawa: Książka i Wiedza 1970.
- Notatki z Indochin. Laos, Wietnam, Kambodża, Warszawa: Wydawnictwo Ministerstwa Obrony Narodowej 1973.
- Z lat walki, Warszawa: Wydawnictwo Ministerstwa Obrony Narodowej 1975 (wyd. 2 – 1988).
- Julian Baltazar Marchlewski. Teoretyk i działacz rewolucyjny, Warszawa: Zarząd Propagandy i Agitacji Głównego Zarządu Politycznego WP 1975.
- Julian Marchlewski. Polska – naród – socjalizm, Łódź Państwowe Wydawnictwo Naukowe 1975.
- Julian Marchlewski, Ludzie, czasy, idee, wyboru dokonali Z. Marchlewska, E. Michnowska, N. Michta, przedm. N. Michta, Warszawa: Książka i Wiedza 1973 (wyd. 2 popr. i uzup. – 1977).
- Julian Marchlewski, Warszawa: Wydawnictwo Iskry 1979.
- Polityczne uwarunkowania narodzin Drugiej Rzeczypospolitej (listopad 1918-styczeń 1919), przedmowa Tadeusz Cieślak, Warszawa: Książka i Wiedza 1980.
- Nadszedł czas prawdy, Warszawa: Książka i Wiedza 1982.
- Julian Baltazar Marchlewski, Refleksje i aforyzmy, opracowanie wyboru i noty biograficznej, Warszawa: Książka i Wiedza 1982.
- (współautor: Jan Sobczak), Postacie z przełomu wieków. Z kręgu działaczy SDKPiL, Warszawa: Krajowa Agencja Wydawnicza 1983.
- Julian Marchlewski, Warszawa: Książka i Wiedza 1984.
- Rozbieżności i rozłam w SDKPiL, Warszawa: Książka i Wiedza 1987.
- Niebo przesłania się chmurami. Zapiski grudzień 1975–czerwiec 1976, Warszawa: Wydawnictwo Spółdzielcze 1987.
- Pomruki burzy i złudna tęcza. Zapiski czerwiec 1976 – październik 1978, Warszawa: Wydawnictwo Spółdzielcze 1987.
- Nie rzucim ziemi, skąd nasz ród..., Warszawa: Warsgraf Oficyna Wydawniczo-Poligraficzna 2004.
- (współautor: Jan Sobczak) Stanisław Trusiewicz-Zalewski (1871–1918). Zapomniany polemista i apostata doktryny Róży Luksemburg, Elbląg: Elbląska Uczelnia Humanistyczno-Ekonomiczna 2004.
- Mąż stanu, wybitny polityk, przywódca ruchu ludowego. W 60-tą rocznicę śmierci Wincentego Witosa (1945–2005), Warszawa: Wydawnictwo Fundacja Innowacja 2005.
- (współautorzy: Zbigniew Cieślikowski, Zbigniew Kumoś) Marszałek Józef Piłsudski. Szkice do portretu, Warszawa: Instytut Badań Naukowych 2008.
- (współautor: Zbigniew Kumoś) Niewypowiedziana wojna 1919–1920 w świetle dokumentów, depesz korespondentów zagranicznych akredytowanych w Warszawie i artykułów w prasie zagranicznej, Warszawa: Wydawnictwo Comandor – Wydawnictwo Instytut Badań Naukowych 2009.
- O Atenach nad jeziorem Blizno – i nie tylko..., Ateny – Augustów: Stowarzyszenie Inicjatyw Społeczno-Gospodarczych im. Króla Zygmunta Augusta 2009.
- O Janowicach na Ziemi Miechowskiej i nie tylko...: na tle zarysu historii Polski, Warszawa: Wydawnictwo Comandor 2013.
- Tymczasowy Rząd Jedności Narodowej (przypomnienia na czasie), Warszawa: Wydawnictwo Comandor 2014.

## Wybrane artykuły
- Gdy zbliżała się wolność..., [w:] Wspomnienia żołnierzy GL i AL, Warszawa 1962, s. 450.
- Z partyzanckich listów, Żołnierz Wolności 1962 nr 209.
- Z kroniki działań oddziału partyzanckiego „Walka” płk. Kalinowskiego, Wojskowy Przegląd Historyczny, 1966 nr 1, s. 131–143.
- Rewizjonizm – śmiertelne niebezpieczeństwo, Wychowanie, 1–30 VI 1968, nr 11–12.
- Przyjaźń zrodzona w walce, Żołnierz Polski 1968 nr 24, s. 10.
- Marchlewski o Mickiewiczu, Za Wolność i Lud 1970 nr 2, s. 3, 8.
- Marchlewski a literatura, Życie Literackie 1970 nr 12.
- Laicyzacja szkoły w pierwszych latach władzy radzieckiej, Euhemer – Przegląd Religioznawczy 1970 nr 2(76), s. 115–117.
- Człowiek – przyroda – społeczeństwo w filozofii Juliana Marchlewskiego, Człowiek i Światopogląd 1971 nr 2.
- Kapitan „Jefremow”, Żołnierz Polski 1971 nr 4 (1181).
- Dzielnica GL – AL „Mniszek” i sprawa „Augusta II, Z Pola Walki 1972 nr 2, s. 255–266.
- PPR – partia walki o narodowe i społeczne wyzwolenie, Prawo i Życie 1972 nr 1, s. 3.
- AL w powstaniu warszawskim, Stolica (tygodnik) 1972 nr 32, s. 7.
- O rzetelną ocenę SDKPiL, Z Pola Walki 1972 nr 3, s. 124.
- Walka o utrwalenie władzy ludowej w Krakowskiem 1946–1947, Wojskowy Przegląd Historyczny 1972 nr 3.
- Realizacja pepeerowskiej koncepcji frontu narodowego (wybrane aspekty), [w:] Polska Partia Robotnicza (na ziemi krakowskiej) Warszawa-Kraków 1972, s. 176–177.
- Jeszcze raz o genezie i działalności SDKPiL, Z Pola Walki 1973 nr l, s. 16.
- Patriotyczny i internacjonalistyczny charakter partii marksistowsko-leninowskiej, Ideologia i Polityka 1974 nr 7 – 8, s. 28 (współautor z J. Wacławek).
- Koncepcje walki narodowowyzwoleńczej PPR, Wojskowy Przegląd Historyczny 1974 nr 3 i 4.
- Marchlewski o pozytywizmie, Wojsko Ludowe 1974 nr 2.
- Tymczasowy Komitet Rewolucyjny Polski. W 55. rocznicę utworzenia, Żołnierz Wolności 1975 nr 187, s. 6.
- Kilka uwag o kształtowaniu materialistycznego światopoglądu, Wojsko Ludowe 1976 nr 6, s. 88–94.
- Powszechna Organizacja Służba Polsce. Wspomnienia z 1950 roku, Miesięcznik Literacki 1976.
- Po prostu „Wera”, Stolica, Warszawa 1976.
- Znaczenie Rewolucji Październikowej dla Polski, Wojsko Ludowe 1977 nr 12.
- Uzupełnienie do bibliografii prac Juliana Baltazara Marchlewskiego, Z Pola Walki 1977 nr 2, s. 227–229.
- Żołnierze niemieccy o Armii Radzieckiej w latach 1941–1942, Wojsko Ludowe 1978 nr 2, s. 108–112.
- Konspiracyjna prasa obozu londyńskiego o Armii Radzieckiej w latach 1941–1943, Za Wolność i Lud 1979 nr 8.
- 1 Maja w Warszawie 1905 roku, Stolica (tygodnik) 1980 nr 18, s. 4.
- Marchlewski i Żeromski, Miesięcznik Literacki, styczeń 1980, nr 1, s. 102–103.
- Czego oczekuję od IX Zjazdu Partii, Wojsko Ludowe czerwiec 1981.
- Zamach na socjalizm, Żołnierz Wolności, 8 grudnia 1981.
- Jan Leder – „Mały Janek”, Stolica (tygodnik) 1975 nr 39, s. 7.
- Wielka Rewolucja Październikowa. Świat i Polska, [w:] Trybuna Robotnicza, nr 222, 6–8 listopada 1981, s. 1–3.
- Życie dla partii i narodu, Trybuna Ludu 1982 nr 211, s. 3.
- Oczami sprzed 25 lat, Rzeczywistość (tygodnik) 1982 nr 7.
- Szymon Dudek „Wrzos” „Orlik”, Za Wolność i Lud 1984 nr 17, s. 6.
- Kiedy zbliżała się wolność, Za Wolność i Lud 1984 nr 38.
- Współdziałanie Armii Ludowej z Batalionami Chłopskimi i innymi formacjami zbrojnymi, [w:] Armia Ludowa w perspektywie historycznej w 60 rocznicę jej powstania. Artykuły, wspomnienia, dokumenty, Instytut Badań Naukowych im. Gen. Edwina Rozłubirskiego, Rada Krajowa Żołnierzy Armii Ludowej przy Zarządzie Głównym Związku Kombatantów RP i byłych Więźniów Politycznych, Warszawa 2004, s. 100–127.
- Przekreślanie Okrągłego Stołu, Oświata i Wychowanie 2005 nr 6, s. 6–9.